# Availles-en-Châtellerault
 Availles-en-Châtellerault  es una población y comuna francesa, situada en la región de Poitou-Charentes, departamento de Vienne, en el distrito de Châtellerault y cantón de Vouneuil-sur-Vienne.

## Demografía
| 685 | 680 | 902 | 1066 | 1175 | 1226 |
| Para los censos de 1962 a 1999 la población legal corresponde a la población sin duplicidades (Fuente: INSEE [Consultar]) |     |     |      |      |      |